# باسيليسكيوس
باسيليسكيوس((باللاتينية: Flavius Basiliscus Augustus)‏; (باليونانية: Βασιλίσκος)‏) (د. 476/477) هو الإمبراطور البيزنطي في عامي 475 و 476 ميلادية. عضو بيت الليو. استطاع الوصول للحكم عندما أُجبر الإمبراطور زينو للخروج من القسطنطينية بعد حادثة تمرد.
باسيليسكيوس كان الأخ للإمبراطورة إييليا فيرينا والتي  كانت زوجةً للإمبراطور ليو الأول (457-474). علاقته مع الإمبراطور سمحت له للانخراط في الحياة العسكرية والتي، وبعد نجاحات طفيفة في البداية، انتهت عام 468 ميلادية بعد قيادته للغزوة الكارثية للروم في وندال أفريقيا، في واحدة من أكبر العمليات العسكرية من أواخر العصور القديمة.
الصراع بين باسيليسكيوس وزينو أعاق قدرة الإمبراطورية الرومانية الشرقية في التدخل لإيقاف سقوط الإمبراطورية الرومانية الغربية، وهذا ما حدث في أوائل أيلول / سبتمبر من عام 476 ميلادية عندما تمكن زعيم الهيرولي أودواكر من خلع الإمبراطور رومولوس أوغسطس ومن ثم إرسال تاج الإمبراطورية إلى القسطنطينية. كان زينو قد استعاد عرشه للتو في امبراطوريته الشرقية ولذا لم يتمكن إلا من مجرد تعيين أودواكر في منصب دوكس لإيطاليا، وبالتالي إنهاء الإمبراطورية الرومانية الغربية.

## فترة حكمه

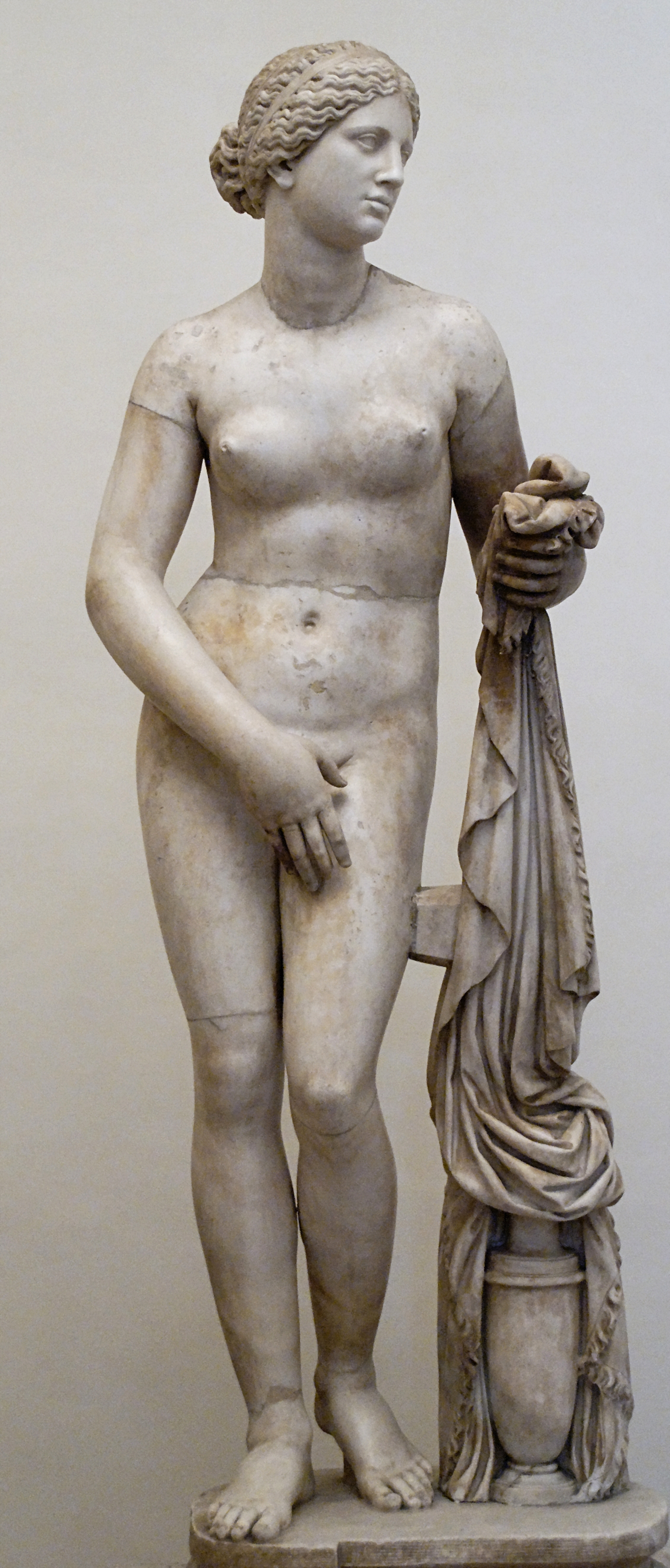
كنيدوس أفروديت. رخام، نسخة رومانية من أصل يوناني من القرن الرابع.

### الفساد وحريق القسطنطينية
في بداية حكمه، تعرضت القسطنطينية لحريق هائل نتج عنه تدمير المنازل والكنائس تماما واحتراق المكتبة الضخمة والتي بنيت من قبل الإمبراطور جوليان.[بحاجة لمصدر] كان الحريق يعتبر نذير شؤم من قل العامة هناك لسيادة باسيليسكيوس.

## السقوط والموت

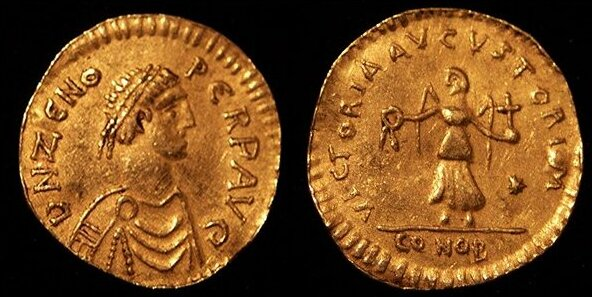
ثلث صرد أصدره الإمبراطور زينو. زينو، الذي كان اسمه الأصلي تاراسيكوديسا وهو من أصل إيساوري ، وبالتالي يعتبر «بربري» وولذا لم يكن محبوبا من قبل الناس من القسطنطينية. باسيليسكيوس والذي نجح في استغلال انعدام شعبية زينو والحصول على التاج الأرجواني لنفسه مالبث حتى انكفأ وأصبح هو نفسه عديم الشعبية بسبب مشاكل المعتقد الديني.

في آب / أغسطس من عام 476 ميلادية، حاصر زينو القسطنطينية.
حكم باسيليسكيوس لمدة عشرين شهرا. يوصف من مصادر معينة بأنه قيادي ناجح، ولكنه بطيئ الفهم ومن السهل خداعه.